# Max Palmer
Max Palmer, född 27 november 1927 i Pontotoc, Mississippi, USA, död 17 maj 1984, var en amerikansk skådespelare och wrestlare som medverkade i ett tiotal film- och TV-produktioner mellan 1952 och 1974. Med sina 249 cm är han inte bara den längsta person som någonsin synts i en wrestlingring utan också en av de längsta män som någonsin funnits (bara en handfull namn har varit 250 cm eller längre).